# Chiesa di San Giorgio ai Tedeschi
La chiesa di San Giorgio ai Tedeschi si trova in via Santa Maria a Pisa.

## Storia e descrizione
Fu edificata dopo il 1316 in memoria dei soldati tedeschi morti alla battaglia di Montecatini; fu poi chiamata San Giorgio degli Innocenti perché annessa nel 1414 all'ospedale dei Trovatelli; dal 1784 fu annessa agli ospedali Riuniti di Santa Chiara.
L'impianto è ad aula unica in laterizio con tracce di stemmi affrescati sull'esterno. L'interno, ristrutturato a partire dal 1722, conserva un Crocifisso ligneo trecentesco di artista tedesco e una ricca decorazione in stucchi dorati e dipinti del XVIII secolo. Inoltre la chiesa è dotata di un piccolo campanile a vela.
Dal 2009 al 2013 vi è stata celebrata la Messa tridentina, a cura del Comitato Pisano San Pio V, appartenente al Coordinamento Toscano Benedetto XVI. Dal gennaio 2014, la celebrazione è stata trasferita alla chiesa di Santa Apollonia.